# Of Rivers
Of Rivers ist ein Album von Kyle Bruckmann, entstanden größtenteils von Oktober bis Dezember 2022 im Owen Hall Recording Studio, University of the Pacific, Stockton, außerdem im November 2020 im FeuerFroschHaus, Oakland (Track 5) und im Juli 2010 im Studio 1510, Oakland (Track 6). Die Aufnahmen erschienen am 15. März 2024 auf New Focus Recordings.

## Hintergrund
Obwohl Bruckmann als hervorragender Improvisator gilt, verbringt er immer mehr Zeit mit der Arbeit mit komponiertem Material, sowohl in Dana Jessens Bläserensemble Splinter Reeds als auch bei seinen Soloarbeiten; sein Album Of Rivers fällt in diese zweite Kategorie, notierte Peter Margasak. Das Album enthält Musik von Jessie Cox, Hannah A. Barnes, Helen Grime, Linda Bouchard, Christopher Burns und Bruckmann selbst.
Die Sammlung beginnt mit „AT[ou]M“ von Jessie Cox, einer knorrigen Miniatur, in der knarrende Multiphonics auftauchen; kurze, gezackte Phrasen; und verzerrte Tonhöhen werden in der Stille gezeichnet, die der Komponist „die Art und Weise nennt, wie Räume Klang zu unseren Ohren bringen“. Die Komponistin Hannah Barnes setzt elektronische Eingriffe ein, um Bruckmans Spiel auf „Dis/inte/gration“ zu destabilisieren, das sich durch zähflüssigen, sich langsam bewegenden Lärm mit einer sowohl flotten als auch harschen Phrasierung durchdringt – die beiden Elemente kommen schließlich zusammen. „Arachne“ von Helen Grime basiert auf dem Mythos der Titelfigur und der Minerva und bewegt sich von lässiger Zuversicht zu rasendem Kampf, bevor die Oboe davonhuscht wie die Spinne, zu der die Titelfigur wird. In „DROP“ gab Linda Bouchard Bruckmann vor, eine grafische Partitur zu interpretieren, die aus verschiedenen Analysen von Wassergeräuschen besteht, und in Kombination mit der Elektronik könne man knisterndes Eis, zischende Dampfstöße und eine abstraktere klangliche Flüssigkeit ableiten. Bruckmanns eigenes Stück „Proximity, affect“ wurde von der Isolation der Performances der COVID-19-Pandemie-Ära inspiriert, mit nah abgegriffenen erweiterten Techniken und pochender Elektronik, die das Gefühl des Darstellers widerspiegeln, in „einem psychosozialen Rennmausball“ zu spielen. Das letzte Stück vereint den Oboisten wieder mit Ernst Karel, seinem Elektronikpartner bei EKG, einem kollaborativen elektroakustischen Duo Karels mit Bruckmann,
wobei sie durch Christopher Burns’ „The Mutiny of Rivers“ navigieren, „ein elektroakustisches Hornissennest“, das von Luigi Nonos La Lontananza Nostalgica Utopica Futura inspiriert ist.

## Titelliste
- Kyle Bruckmann – of rivers (New Focus Recordings)[2]

1. Jessie Cox: AT[ou]M 2:56
2. Hannah A. Barnes: Dis/inte/gration 7:51
3. Helen Grime: Arachne 3:08
4. Linda Bouchard: DROP 9:40
5. Kyle Bruckmann: Proximity, affect 13:25
6. Christopher Burns: The Mutiny of Rivers 21:43

## Rezeption
Auch für jemand, der seit mehreren Jahrzehnten die Musik des Oboisten Kyle Bruckmann in verschiedenen Projekten und Stilen hört, sei seine Mischung aus Strenge und Bescheidenheit konstant geblieben, meinte Peter Margasak in Daily Bandcamp. Er arbeite auf Of Rivers mit komponierten Material, wobei eine Vielzahl von Komponisten sich Bruckmanns technische Bandbreite und seine Bereitschaft, das Unmögliche anzustreben, zunutze machten.
Eine Soloaufnahme des Oboen- und Englischhorn-Virtuosen Kyle Bruckmann sei wie ein Communiqué, das Neuigkeiten über die neuesten Etappen in der fortlaufenden musikalischen Entwicklung dieser Instrumente vermittle, schrieb Daniel Barbiero in Avant Music News. Wie seine Kollegin und zeitweise Mitarbeiterin Dana Jessen habe Bruckmann eine führende Rolle bei der Erfindung und Entwicklung neuer Techniken für ein ehrwürdiges, wenn auch manchmal übersehenes Orchesterinstrument übernommen und es dabei an die High-Tech-Umgebungen zeitgenössischer Komposition und Improvisation angepasst.